# Astroblepus unifasciatus
Astroblepus unifasciatus är en fiskart som först beskrevs av Eigenmann 1912.  Astroblepus unifasciatus ingår i släktet Astroblepus och familjen Astroblepidae. Inga underarter finns listade.